# Градище-на-Козяку
Градище-на-Козяку (словен. Gradišče na Kozjaku) — поселення в общині Селниця-об-Драві, Подравський регіон‎, Словенія.